# كوزكو (محطة مترو أنفاق مدريد)
كوزكو (بالإسبانية: Cuzco)‏ هي محطة مترو أنفاق في مدريد في إسبانيا، تقع على الخط رقم 10.